# Haasiella
Haasiella is een geslacht van schimmels behorend tot de familie Hygrophoraceae. De typesoort is Haasiella splendidissima.

## Soorten
Volgens Index Fungorum telt het geslacht twee soorten (peildatum december 2021):
| Soortnaam                                  | Auteur(s)                                 | Publicatiejaar |
| ------------------------------------------ | ----------------------------------------- | -------------- |
| Haasiella splendidissima                   | Kotl. & Pouzar                            | 1966           |
| Haasiella venustissima (Prachttrechtertje) | (Fr.) Kotl. & Pouzar ex Chiaffi & Surault | 1996           |